# 格洛弗 (密蘇里州)
格洛弗（英語：Glover）是位於美國密蘇里州艾昂縣的非建制地區。

## 歷史
格洛弗的郵局於1888年設立，其後於1991年停運。

## 地理
格洛弗所處的海拔為高於海平面259米（即850英呎），而該地所採用的時區為UTC-6，即北美中部時區（CST）。同時該地設有夏令時間，為UTC-6調快一小時，即UTC-5（CDT）。